# José María Irigoyen Rodríguez
José María Irigoyen Rodríguez (San Felipe de Chihuahua, 27 de marzo de 1795-íbid. 18 de octubre de 1846) fue un político mexicano de origen novohispano, que entre varios cargos fue gobernador del estado de Chihuahua durante la primera mitad del siglo XIX.

## Origen y familia
José María Irigoyen Rodríguez fue miembro de una destacada familia de origen español vinculada a a la historia y política de la ciudad de Chihuahua desde su fundación el 12 de octubre de 1709, cuando Idelfonso de Irigoyen, su trisabuelo, donó parte de los terrenos donde se fundió la población. Fue hijo de Pedro Ignacio de Irigoyen y María Ignacia Rodríguez; entre sus familiares destacados estuvo el presbítero Antonio Cipriano Irigoyen, su sobrino José María Irigoyen de la O, y su hijo Pedro Ignacio de Irigoyen, diputado constituyente de 1857.
Realizó sus estudios básicos con maestros particulares en la ciudad de Chihuahua y posteriormente se dedicó a las actividades agropecuarias. Fue teniente en la milicia cívica de la villa de Chihuahua y en 1821 al consumarse la independencia de México fue elegido regidor a su ayuntamiento del último año al de 1822, durante el cual y junto con todas las autoridades, juró el plan de Iguala.

## Carrera política
En 1823 fue elegido diputado al primer congreso constituyente del estado que se instaló el 8 de septiembre de 1824 y que expidió la constitución política estatal del 7 de diciembre de 1825. En 1826 fue nombrado vocal de la Junta Protectora de la Libertad de Imprenta; y en esa misma época estableció, mediante un donativo de 500 pesos puestos a rédito, un premio económico para los alumnos de mejor aprovechamiento de las escuelas de la ciudad.
Fue elegido diputado federal por el estado para el segundo Congreso del 1 de enero de 1827 al 31 de diciembre de 1828, y al término de éste cargo, fue a su vez electo senador, para el cuatrieno del 1 de enero de 1829 al 31 de diciembre de 1832, durante los congresos 3.° y 4.° Constitucionales.
Tras desempeñar estos cargos retornó a la ciudad de Chihuahua, ejerciendo el periodismo en el periódico denominado «El Fanal de Chihuahua» y ocupó el cargo de presidente de la comisión de Escuelas Primarias. Establecida la república centralista, entre 1835 y 1836 fue vocal de la Junta Departamental que sustituyó al Congreso del Estado y de 1836 a 1838 fue prefecto político del distrito de la capital; es éste carácter fue coronel de las milicias del Departamento que se organizaron debido al bloqueo del puerto de Veracruz por la escuadra Francesa en el contexto de la Guerra de los Pasteles.

### Gobernador de Chihuahua

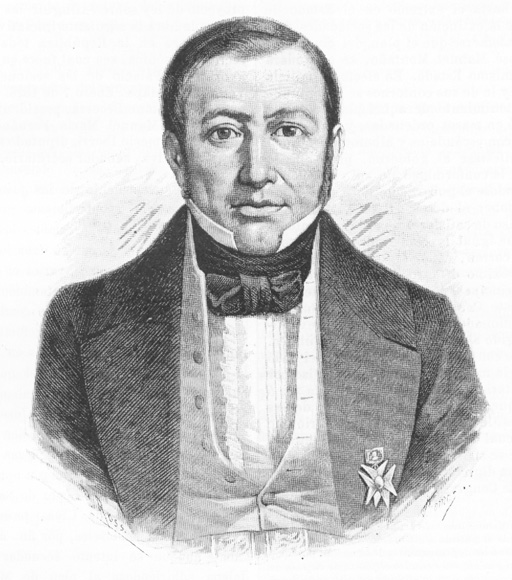
Mariano Paredes y Arrillaga, presidente de México que designó a Irigoyen como gobernador para su tercer periodo.

Designado nuevamente vocal de la Junta Departamental, al asumir dicho cargo el 1 de enero de 1839 fue nombrado al mismo tiempo como gobernador del Departamento, por ausencia del gobernador constitucional, Simón Elías González, que se encontraba al frente de las tropas que combatían a los apaches y sustituyendo al interino anterior, Berardo Revilla; dejó el cargo el 22 de enero en que retornó al cargo Elías González. Retornó por segunda ocasión a la gubernatura entre el 14 de junio y el 18 de septiembre del mismo año, sustituyendo en el cargo a su sobrino José María Irigoyen de la O.
Entre 1842 y 1843 se siguió desempeñando como vocal de las Juntas Departamentales, mismas fechas en que respaldó la insurrección militar que concluyó con la proclamación de las denominadas Bases de Tacubaya. En 1844 fue elegido diputado al nuevo Congreso de la Unión que a finales de 1845 fue disuelto por el golpe de Estado encabezado por el general Mariano Paredes y Arrillaga, pero inmediatamente integró, por nombramiento del citado militar, la Junta de Representantes de los Departamentos que el 3 de enero de 1846 lo ratificó al frente del Poder Ejecutivo de la Nación.
El mismo Mariano Paredes lo nombró nuevamente gobernador del departamento de Chihuahua, pidiéndole terminar el enfrentamiento entre autoridades locales civiles y militares que había ocurrido al respaldar el golpe de Estado solo las militares. Asumió la gubernatura el 4 de mayo del mismo 1846, y pronto inició los preparativos para la defensa del estado frente a la guerra contre Estados Unidos, ordenando la instalación de Juntas Patrióticas en todos los pueblos y llamando a todos los varones aptos entre 18 y 50 años de edad a integrar la Guardia Departamental.
Enfermó de gravedad y en consecuencia renunció a la gubernatura el 25 de agosto del mismo año, y falleció en la ciudad de Chihuahua el 18 de octubre siguiente, siendo sepultado en el antiguo Panteón de San Felipe.